# Tasmaanse honingeter
De Tasmaanse honingeter (Melithreptus validirostris; synoniem: Eidopsarus bicinctus) is een zangvogel uit de familie honingeters (Meliphagidae).

## Verspreiding en leefgebied
Deze vogel is endemisch op Tasmanië en eilanden in de Straat Bass.

## Status
De grootte van de populatie is in 2021 geschat op 165.000 volwassen vogels. Aangenomen wordt dat de soort in tien jaar tijd sterk achteruitgegaan is door ontbossing. Op de Rode lijst van de IUCN heeft deze soort daarom de status kwetsbaar.